# Cassadee Pope
Cassadee Blake Pope (West Palm Beach, 28 agosto 1989) è una cantautrice e musicista statunitense.

## Biografia
Nata e cresciuta in Florida, ha fatto parte di un gruppo chiamato Blake con Mike Gentile, musicista con cui ha fondato gli Hey Monday nel 2008. Con gli Hey Monday ha pubblicato l'album Hold On Tight nell'ottobre 2008 e alcuni EP. Ha collaborato in studio o dal vivo con All Time Low, The Cab, Fall Out Boy, I See Stars, Yellowcard e altri gruppi.
Nel 2011 gli Hey Monday si sono sciolti in maniera non ufficiale e definitiva, con Cassadee che ha intrapreso la carriera solista. Nei primi mesi del 2012 si è avviata in un tour acustico e nel maggio dello stesso anno ha pubblica l'eponimo EP, inoltre nello stesso anno prende parte all'album Digital Renegade della band Elctronicore I See Stars. Con l'attività solista, l'artista ha anche cambiato genere: il suo gruppo precedente suonava un pop rock vicino all'emo pop, mentre da sola intraprende uno stile vicino al country pop.
Ha vinto la terza edizione della versione statunitense del talent-show televisivo The Voice, dove ha concorso nella squadra di Blake Shelton.
Nel gennaio 2013 ha firmato un contratto con l'etichetta Republic Nashville. Tempo dopo ha pubblicato il singolo Wasting All These Tears. Nell'ottobre 2013 ha quindi pubblicato il suo album d'esordio da solista: Frame by Frame, che ha raggiunto la posizione numero 9 della classifica Billboard 200.
Nel luglio 2015 pubblica il singolo I Am Invincible, scritto da Brett Boyett e Nash Overstreet. Il successivo brano Think of You, uscito nel gennaio 2016, la vede collaborare con Chris Young. Quest'ultimo brano ottiene una candidatura al Grammy Award nella categoria "Best Country Duo/Group Performance" (Miglior interpretazione country di un duo/gruppo).
Nel giugno 2016 pubblica l'EP Summer, che contiene il singolo omonimo.
Nel marzo 2018 pubblica il singolo Take You Home. Dopo altri due singoli (One More Red Light e If My Heart Had a Heart), nel febbraio 2019 pubblica il suo secondo album in studio Stages (Awake Music).
Nel 2020 esce l'EP Rise and Shine.
Nel 2021 esce il terzo album Thrive.
Il 12 luglio 2024 esce il quarto album Hereditary.

## Vita privata
È stata fidanzata per anni con Rian Dawson, batterista del gruppo All Time Low.
Dal 2017 è legata sentimentalmente all'attore e musicista britannico Sam Palladio.

## Discografia

### Album in studio
- 2013 – Frame by Frame
- 2019 – Stages
- 2021 – Thrive
- 2024 – Hereditary

### EP
- 2012 – Cassadee Pope EP
- 2016 – Summer
- 2020 – Rise and Shine

### Singoli
- 2013 – Wasting All These Tears
- 2014 – I Wish I Could Break Your Heart
- 2015 – I Am Invincible
- 2016 – Think of You (con Chris Young)
- 2016 – Summer
- 2018 – Take You Home
- 2018 – One More Red Light
- 2019 – If My Heart Had a Heart
- 2019 – I've Been Good
- 2021 – What the Stars See (feat. Karen Fairchild e Lindsay Ell)
- 2021 – Say It First
- 2023 – People That I Love Leave
- 2023 – Almost There
- 2024 – Eye Contact
- 2024 – Three of Us
- 2024 – Bad Decisions